# Oakwood (Geórgia)
Oakwood é uma cidade localizada no estado americano de Geórgia, no Condado de Hall.

## Demografia
Segundo o censo americano de 2000, a sua população era de 2689 habitantes.
Em 2006, foi estimada uma população de 3839, um aumento de 1150 (42.8%).

## Geografia
De acordo com o United States Census Bureau tem uma área de 8,1 km², dos quais 8,1 km² cobertos por terra e 0,0 km² cobertos por água.

## Localidades na vizinhança
O diagrama seguinte representa as localidades num raio de 20 km ao redor de Oakwood.